# Rivière Cléricy
Pour les articles homonymes, voir Cléricy.
La rivière Cléricy est un affluent de la rivière Kinojévis, coulant dans la ville de Rouyn-Noranda, dans la région administrative du Abitibi-Témiscamingue, au Québec, au Canada.
La foresterie s’avère la principale activité économique du secteur ; les activités récréotouristiques arrivent en second.
Annuellement, la surface du lac est généralement gelée de la mi-novembre à la mi-avril, néanmoins, la période de circulation sécuritaire sur la glace est habituellement de la mi-décembre à la fin mars.

## Géographie
Les bassins versants voisins de la rivière Cléricy sont :
- côté nord : rivière Kinojévis, rivière Villemontel ;
- côté est : ruisseau Talbot, rivière Bousquet, lac Chassignolle ;
- côté sud : rivière Kinojévis, lac Joannès, rivière Bousquet ;
- côté ouest : ruisseau Pellerin, ruisseau Dorval, rivière Kinojévis.

La source de la rivière Cléricy est situé à :
- 4,2 km au nord de la route 117 ;
- 12,9 km au sud de l’embouchure de la rivière Cléricy ;
- 16,2 km au sud-ouest du lac Chassignolle ;
- 20,3 km au nord-est du centre-ville de Rouyn-Noranda ;
- 37,7 km au nord-ouest de la confluence de la rivière Kinojévis avec la rivière des Outaouais[2].

À partir de sa source, la rivière Cléricy coule sur 20,7 km selon les segments suivants :
- 3,0 km vers l’ouest, puis le nord, jusqu’à l’embouchure d’un petit lac non identifié entouré de marais ;
- 3,7 km vers le nord-ouest en traversant deux zones de marais, jusqu’à la rive sud du lac Cléricy ;
- 2,8 km vers le nord, en traversant le lac Cléricy (altitude : 284 km sur sa pleine longueur ;
- 8,0 km vers le nord jusqu’à un ruisseau, puis le nord-est en traversant en fin de segment une zone de marais et en recueillant le ruisseau Duval (venant du nord-ouest), jusqu’à la rive sud du lac Parfouru ;
- 1,5 km vers le nord-ouest en traversant le lac Parfouru (longueur : 2,4 km ; altitude : 278 m), jusqu’à l’embouchure situé au nord-ouest. Note : le lac Parfouru est entouré de marais au sud-est et au nord-ouest ;
- 1,7 km vers le nord-ouest en coupant la route d’Aiguebelle et en traversant deux zones de marais, jusqu’à son embouchure[3].

L’embouchure de la rivière Cléricy se situe à :
- 1,4 km à l’est du pont du village de Mont-Brun, enjambant la rivière Kinojévis ;
- 13,9 km au nord-ouest du lac Chassignolle ;
- 28,1 km au nord-est du centre-ville de Rouyn-Noranda ;
- 49,6 km au nord de la confluence de la rivière Kinojévis et de la rivière des Outaouais ;
- 72,5 km au nord-ouest du centre-ville de Val-d’Or.

La rivière Cléricy se déverse en zone de marais, dans un coude de rivière sur la rive sud-est de la rivière Kinojévis. Cette embouchure est située dans une baie (en forme de U, entourant le côté sud de l’île Gilbert) et à km à l'est du village de Mont-Brun. À partir de l’embouchure, le courant traverse cette baie (comportant des zones de marais) pour rejoindre la rivière Kinojévis ; de là, cette rivière traverse les Rapides Clayhill en aval du village de Mont-Brun, et coule généralement vers le sud, en formant une grande courbe pour passer dans la ville de Rouyn-Noranda ; puis la rivière Kinojévis coule vers le sud pour aller se déverser sur la rive nord de la rivière des Outaouais.

## Toponymie
Le terme Cléricy constitue un patronyme de famille d’origine française.
Le toponyme rivière Cléricy a été officialisé le 5 décembre 1968 à la Commission de toponymie, soit lors de sa création.